# Réserve naturelle de Vemannsås
La Réserve naturelle de Vemannsås  est une aire protégée norvégienne qui est située dans le municipalité de Larvik, dans le comté de Vestfold.

## Description
La réserve naturelle de 1,27 km2 a été créée en 2002. Elle est située au sud de Kvelde, du côté est du lac Farris.
La réserve est légèrement vallonnée et se compose de deux crêtes marquées avec des collines, des ravins et des pentes. Les vieux chênes rugueux et l'approvisionnement régulier en bois de chêne mort à tous les stades de décomposition sont très spéciaux pour Vemannsås. De nombreuses espèces d'insectes, de lichens et de champignons lignicoles dépendent entièrement de ces conditions de vie.
Vemannsås a une diversité d'espèces. Plusieurs ont été trouvés dans quelques endroits en Norvège. L'un d'eux est le champignon du chêne, qui vit sur les vieux chênes rugueux et qui est très menacé en Norvège.
La variation des types de végétation est grande, et il y a beaucoup de vieux chênes rugueux et creux, et par endroits une continuité de chêne mort. Ce sont des éléments qui sont très rares en Norvège aujourd'hui, et Vemannsås-Seterkollen a peut-être la plus grande concentration de ces éléments à l'est. Cette découverte combinée de nombreuses espèces intéressantes signifie que la zone est considérée comme digne d'une protection nationale.